# Ortho-Vanillin
ortho-Vanillin (2-Hydroxy-3-methoxybenzaldehyd) ist eine organische chemische Verbindung mit der Summenformel C8H8O3. Es ist ein Derivat des Benzaldehyds mit einer zusätzlichen Hydroxy- und einer Methoxygruppe. Die Vorsilbe ortho- kennzeichnet hier die Position der Hydroxygruppe in Bezug zur Aldehydgruppe.

## Geschichte und Vorkommen
ortho-Vanillin wurde erstmals 1876 durch Ferdinand Tiemann entdeckt. Es kommt in Extrakten und ätherischen Ölen vieler Pflanzen vor. Im Jahr 1910 entwickelte Francis Nölting Methoden für die Reindarstellung, ferner konnte er die Vielseitigkeit dieser Verbindung als Synthesevorstufe für eine große Reihe von Verbindungen, wie die Cumarine, aufzeigen. Im Jahr 1920 wurde die Verbindung zum Färben tierischer Häute verwendet. In Lebensmitteln ist es jedoch nicht besonders gefragt und ist daher ein weniger oft produzierter und anzutreffender Zusatzstoff.

## Eigenschaften

### Physikalische Eigenschaften
ortho-Vanillin bildet hellgelbe kristalline Nadeln. Es schmilzt bei 43–45 °C und siedet bei 265–266 °C. Es ist löslich in THF, Ethanol und Methanol. Es kristallisiert im orthorhombischen Kristallsystem in der Raumgruppe Fdd2 (Raumgruppen-Nr. 43) mit den Gitterparametern a = 2509,9 pm, b = 2452,2 pm, c = 479,1 pm und 16 Formeleinheiten pro Elementarzelle.

### Chemische Eigenschaften
Es unterscheidet sich deutlich von seinem Isomer, dem Vanillin, denn im Gegensatz dazu besitzt es nicht den charakteristischen und intensiven Geruch von Vanille. Die Vorsilbe ortho- kennzeichnet hier die Position der Hydroxygruppe in Bezug zur Aldehydgruppe; im Vanillin befinden sich diese beiden Gruppen in para-Stellung.
| Strukturformel von ortho-Vanillin | Struktur von Vanillin |
| ortho-Vanillin                    | Vanillin              |
ortho-Vanillin kann durch Schmelzen mit Kaliumhydroxid in ortho-Vanillinsäure umgewandelt werden. Diese wiederum kann mit Bromwasserstoff 2,3-Dihydroxybenzoesäure bilden.

### Biologische Eigenschaften
ortho-Vanillin ist ein schwacher Inhibitor der Tyrosinase, und zeigt sowohl antimutagene als auch comutagene Eigenschaften in Escherichia coli. Es besitzt moderate antimykotische und antibakterielle Eigenschaften.